# Metroxylon amicarum
Metroxylon amicarum är en enhjärtbladig växtart som först beskrevs av Hermann Wendland, och fick sitt nu gällande namn av Joseph Dalton Hooker. Metroxylon amicarum ingår i släktet Metroxylon och familjen Arecaceae. IUCN kategoriserar arten globalt som sårbar. Inga underarter finns listade i Catalogue of Life.